# سن-لوسی-دو-بورگار، کبک
سن-لوسی-دو-بورگار (به فرانسوی: Sainte-Lucie-de-Beauregard) شهری در منطقه شهری مومانی منطقه شودییر-آپالاش در استان کبک کانادا است. در سرشماری سال ۲۰۱۱ این شهر ۳۰۶ نفر جمعیت داشته‌است و مساحت آن ۸۰٫۱۸ کیلومتر مربع است.